# Costellazione satellitare

La costellazione GPS prevede che 24 satelliti siano distribuiti equamente su sei piani orbitali. E' da notare come il numero di satelliti visibili da un dato punto sulla superficie terrestre, in questo esempio a 40°N, cambia con il tempo.

Per costellazione satellitare si intende un gruppo di satelliti artificiali utilizzati in modo coordinato operanti sotto un controllo comune e sincronizzati in modo che la loro copertura a terra si complementi.

## Informazioni generali
I satelliti in orbita terrestre bassa (LEO) sono spesso schierati in una costellazione, perché l'area di copertura di un singolo satellite di questo tipo è relativamente piccola. Per mantenere una copertura continua di una particolare area del globo sono necessari molti satelliti in orbita terrestre bassa; al contrario, i satelliti geostazionari, muovendosi con la stessa velocità di rotazione della Terra, coprono sempre la medesima zona.
Esempi di costellazioni satellitari utilizzate per la navigazione sono il Sistema di Posizionamento Globale GPS e il GLONASS.
Per la telefonia mobile esistono le costellazioni Iridium e Globalstar.
Le applicazioni a banda larga beneficiano di tempi di latenza brevi, quindi i satelliti LEO hanno il notevole vantaggio di avere tempi di latenza di circa 1-4ms a confronto con i 125ms teorici di un satellite geostazionario.

## Finalità
Le costellazioni satellitari differiscono in funzione delle loro finalità. Esse possono essere infatti:
- a supporto della navigazione satellitare; ciascuna costellazione comprende pochi satelliti (da meno di 5 fino a 20-40) a quote generalmente elevate (20-40000 km); esempi sono i satelliti GPS (24* satelliti a 20180 km), i satelliti del sistema di posizionamento Galileo (24* satelliti a 23925 km) ecc.
- a supporto delle telecomunicazioni, tra cui telefonia, Internet e comunicazioni militari; in questo caso c'è una grande variabilità nel numero e nella quota, si va da 20-30* unità (p.es. Globalstar) fino a svariate migliaia (p.es. Starlink, ancora in corso di costruzione; a ottobre 2023 erano 5000 satelliti a circa 550 km di quota).

* I numeri indicati escludono ulteriori satelliti di scorta o non operativi.

## Lista delle costellazioni

### Costellazioni per la navigazione satellitare
| Nome         | Operatore                 | Satelliti                                                                                                | Copertura | Stato     | Anni di servizio                              |
| ------------ | ------------------------- | --- | --------- | --------- | --------------------------------------------- |
| GPS          | United States Space Force | 24 in 6 aerei a 20,180 km (55° MEO)                                                                      | Globale   | Operativo | 1993 – presente                               |
| GLONASS      | Roscosmos                 | 24 in 3 piani a 19,130 km (64°8' MEO)                                                                    | Globale   | Operativo | 1995 – presente                               |
| Galileo      | EUSPA e ESA               | 30 (27 + 3 di riserva) in 3 piani a 23,222 km (56° MEO)                                                  | Globale   | Operativo | 2019 – presente                               |
| BeiDou       | CNSA                      | 3 geostazionari a 35,786 km (GEO) 3 in 3 piani a 35,786 km (55° GSO) 24 in 3 piani a 21,150 km (55° MEO) | Globale   | Operativo | Asia 2012 – presente, Globale 2018 – presente |
| NAVIC        | ISRO                      | 3 geostazionari a 35,786 km (GEO) 4 in due piani a 250–24,000 km (29° GSO)                               | Regionale | Operativo | 2018 – presente                               |
| Quasi-Zenith | JAXA                      | 1 geostazionario a 35,786 km (GEO) 3 in 3 piani a 32,600–39,000 (43° GSO)                                | Regionale | Operativo | 2018 – presente                               |

### Costellazioni per le comunicazioni satellitari

#### Trasmissioni
- Sirius Satellite Radio
- XM Satellite Radio
- SES
- Othernet
- Molnija (interrotto)
- Gonets

#### Monitoraggio
- Spire Global (AIS, ADS-B)
- Iridium (AIS, ADS-B, IoT)
- Myriota (IoT)
- Swarm Technologies (IoT)
- Astrocast (IoT)
- TDRSS

#### Accesso a Internet

##### Operative
| Nome                                           | Operatore                     | Design della costellazione                                                                                    | Copertura                           | Frequenze                                       | Servizi                                  |
| ---------------------------------------------- | ----------------------------- | --- | ----------------------------------- | ----------------------------------------------- | ---------------------------------------- |
| Broadband Global Area Network (BGAN)           | Inmarsat                      | 3 satelliti geostazionari                                                                                     | 82°S - 82°N                         |                                                 | Accesso internet                         |
| Global Xpress (GX)                             | Inmarsat                      | 5 satelliti geostazionari                                                                                     |                                     | Banda Ka                                        | Accesso internet e telefonia satellitare |
| Globalstar                                     | Globalstar                    | 48 a 1400 km, 52°                                                                                             | 70°S - 70°N                         |                                                 | Accesso internet e telefonia satellitare |
| Iridium                                        | Iridium Communications        | 66 at 780 km, 86.4°                                                                                           | Globale                             | Banda L Banda Ka                                | Accesso internet                         |
| O3b                                            | SES                           | 20 a 8,062 km, 0° (orbita equatoriale)                                                                        | 45°S - 45°N                         | Banda Ka                                        | Accesso internet                         |
| O3b mPOWER                                     | SES                           | 6 a 8,062 km, 0° (orbita equatoriale) 7 da lanciare alla fine del 2026                                        | 45°S - 45°N                         | Banda Ka (26.5-40 GHz)                          | Accesso internet                         |
| Orbcomm                                        | Orbcomm                       | 17 a 750 km, 52° (OG2)                                                                                        | 65°S - 65°N                         |                                                 | IoT e M2M, AIS                           |
| Defense Satellite Communications System (DSCS) | 4th Space Operations Squadron | |                                     |                                                 | Comunicazioni militari                   |
| Wideband Global Satcom Satellite (WGS)         | 4th Space Operations Squadron | 10 satelliti geostazionari                                                                                    |                                     |                                                 | Comunicazioni militari                   |
| Viasat                                         | Viasat                        | 4 satelliti geostazionari                                                                                     | Varia                               |                                                 | Accesso internet                         |
| Eutelsat                                       | Eutelsat Communications       | 20 satelliti geostazionari                                                                                    |                                     |                                                 | Commerciale                              |
| Thuraya                                        | Thuraya                       | 2 satelliti geostazionari                                                                                     | EMEA e Asia                         | Banda L                                         | Accesso internet e telefonia satellitare |
| Starlink                                       | SpaceX                        | LEO in diverse orbite - ~5000 satelliti a 550 km (ottobre 2023) - 12000 satelliti a ~350–550 km (pianificato) | - 44°S - 52°N (febb 2021) - Globale | - Banda Ku (12-18 GHz) - Banda Ka (26.5-40 GHz) | Accesso internet                         |
| Costellazione OneWeb                           | Eutelsat Communications       | Operativi: 634 al 20 maggio 2023 Pianificati: 882–1980                                                        | Globale                             | - Banda Ku (12-18 GHz) - Banda Ka (26.5-40 GHz) | Accesso internet                         |

##### Proposte[8]
| Costellazione  | Produttore        | Satelliti                    | Data di presentazione | Data di attivazione | Altitudine                | Banda                  |
| -------------- | ----------------- | ---------------------------- | --------------------- | ------------------- | ------------------------- | ---------------------- |
| IRIS²          | EUSPA e ESA       | Pianificati: 290 (LEO e MEO) | 2023                  | 2027                |                           |                        |
| Telesat LEO    | Airbus, SSTL, SSL | 117-512                      | 2016                  | 2027                | 1,000–1,248 km 621–775 mi | Banda Ka (26.5–40 GHz) |
| Hongyun        | CASIC             | 156                          | 2017                  | 2022                | 160–2,000 km 99–1,243 mi  |                        |
| Hongyan        | CASIC             | 320-864                      | 2017                  | 2023                | 1,100–1,175 km 684–730 mi |                        |
| Hanwha Systems |                   | 2000                         | 2022                  | 2025                |                           |                        |
| Kuiper Systems | Amazon            | 3236                         | 2019                  | 2024                | 590–630 km 370–390 mi     |                        |

### Costellazioni per l'osservazione terrestre
- RADARSAT Constellation
- Planet Labs
- Pléiades
- Satellogic
- RapidEye
- Disaster Monitoring Constellation
- A-Train
- SPOT
- Spire Global
- Synspective